# Ariadna na Naksos (opera Nikoli Porpory)
Arianna in Nasso – trzyaktowa opera skomponowana przez włoskiego kompozytora późnego baroku Nicola Porporę i wystawiona w Londynie w roku 1733.
Opera Arianna in Nasso nawiązuje w treści do greckiego mitu o Ariadnie, która podarowała nić Tezeuszowi, by odnalazł drogę powrotu w labiryncie.